# 日本橋人形町
日本橋人形町（日语：／ Nihombashi-ningyōchō */?）是東京都中央區的地名，屬舊日本橋區。

## 概要
為辦公大樓、飲食店、住居混合區，道路狹窄，多單行道。町內的甘酒横丁以餐飲店聞名。此外，本地也很多老店。
每年8月人形町通會舉行「瀬戶物市」，是夏季的例行活動。

### 地名的由來
江戶時代，位於現在日本橋人形町三丁目人形町通西側的堺町與葺屋町，有中村座與市村座兩座歌舞伎小屋，並有薩摩淨瑠璃（薩摩座）與人形芝居（結城座）的表演。因本地居住許多人形師而稱為人形町。江戶時代時，人形町是道路名，1933年（昭和8年）正式將町名定為「人形町」。

## 地理
大約在日本橋地域中央。

## 歷史
- 江戶時代初期，以遊廓聞名的吉原（元吉原）在人形町通東側，留下「大門通」的地名。1657年（明曆3年）1月發生明曆大火，幕府命令遊郭移往淺草寺裏的日本堤附近（新吉原）。
- 堺町與葺屋町的芝居小屋，在1841年（天保12年）12月火災後，作為天保改革的一環移往淺草猿若町（現台東區淺草6丁目）。
- 1951年（昭和26年），東京第一個拱廊商店街完成。
- 昭和末期興起和陶器批發。 「瀬戸物市」留存至今。
- 以下5町橫並成立現在的日本橋人形町。

### 舊町名
- 日本橋人形町（舊）
- 日本橋芳町
- 日本橋蠣殼町（舊、部分地區）
- 日本橋小網町（部分地區）
- 日本橋浪花町（部分地區）

## 地域
設施
- 中央區立日本橋圖書館

教育
- 中央區立日本橋小學校 - 包括日本橋幼稚園、日本橋圖書館等區相關設施
- 中央區立日本橋幼稚園

所轄之警察署、消防署
- 久松警察署（所在地：日本橋久松町）
- 日本橋消防署（所在地：日本橋兜町）

企業
- 日清紡控股（日清紡ホールディングス） 本社
- 村さ来 本社
- NTT BroadbandPlatform（NTTブロードバンドプラットフォーム） 本社
- 情報通信總合研究所

## 觀光
店舗
- 玄冶店 濱田家 本店 - 東京版米其林指南最初的8間三星餐廳之一，也是第一間獲得三星的料亭。
- 玉ひで　- 以親子丼聞名。甘酒橫丁交差點附近。
- 人形町今半 本店 - （事業所本部：日本橋蠣殼町）壽喜燒、涮涮鍋。附設精肉店、惣菜店。近甘酒橫丁。
- 柳屋 - 鯛魚燒發源店。東京「鯛魚燒御三家」之一。甘酒橫丁旁。
- 日本橋日山 - 壽喜燒。附設精肉店。人形町通旁。
- 人形町 松浪 - 壽喜燒、鐵板燒。昭和民家風店面。「松浪燒」「芳町燒」為人氣餐點。人形町二丁目。
- 魚久 - 京粕漬。可內用。人形町通旁。
- 双葉 - 豆腐屋。。二樓有直營餐廳。一樓也販賣甘酒。甘酒橫丁旁。
- 芳味亭 - 洋食。以「燉牛肉」聞名。人形町二丁目。
- 㐂寿司 - 江戶前壽司。人形町二丁目。
- 壽堂（ことぶきどう） - 和菓子。以「黃金芋（こがねいも）」聞名。人形町通旁，水天宮附近。
- BROZERS' （ブラザーズ）- 漢堡。人形町二丁目。
- うぶけや - 200年以上的老牌刀店。人形町交差點附近。
- 岩井つづら店 - 日本3家葛籠（つづら）專門店之一。甘酒橫丁旁。
- ばち英 - 三味線店。甘酒橫丁旁。

## 交通
鐵路
- 東京地下鐵日比谷線 ○人形町站
- 都營地下鐵淺草線 ○人形町站
- 東京地下鐵半藏門線 ○水天宮前站 - 設有出入口。（所在地：日本橋蠣殼町）

巴士
- 都營巴士秋26系統 人形町三丁目（秋葉原站前方向）
- 中央區社區巴士 北循環　愛稱「江戶巴士」- 巴士不停人形町，停鄰近的濱町站與水天宮前站

道路
- 東京都道、千葉縣道50號東京市川線（新大橋通）
- 甘酒橫丁
- 金座通
- 水天宮通（人形町通）
- 大門通

## 地方放送
取得地上一般放送局執照的AREA PORTAL（エリアポータル）在濱町Access大樓的「御江戶電影放送局」進行1seg地方放送。

| 免許人              | 局名                      | 識別信號     | 頻道 | 周波数        | 空中線電力 | ERP    | 業務區域                  |
| ------------------- | ------------------------- | ------------ | ---- | ------------- | ---------- | ------ | ------------------------- |
| AREA PORTAL株式會社 | AREA PORTAL人形町地方放送 | JOXZ3AB-AREA | 40ch | 635.142857MHz | 4.81mW     | 1.29mW | 日本橋人形町2丁目部分區域 |

- 首次執照年月日 平成24年8月30日
- 執照年月日　　 平成25年4月1日
- 執照有効期限　 平成30年3月31日

## 日本橋人形町為舞台的作品
- 新參者 - 東野圭吾的推理小說。2010年TBS翻拍成日劇。

## 備註
1. ↑  町丁目別世帯数男女別人口　中央区ホームページ  平成25年8月1日現在 的存檔，存档日期2013-03-12.
2. ↑  日本橋小舟町地区　中央区ホームページ 的存檔，存档日期2013-03-12.
3. ↑  エリア放送を行う地上一般放送局の免許状況（詳細） （页面存档备份，存于）關東組合通信局

## 外部連結
- 日本橋蛎殻町地區 町名的由來 - 中央區官方網站內
- 人形町［人形町、浜町地區］- 中央區觀光協會
- 甘酒橫丁 （页面存档备份，存于）
- 人形町商店街協同組合 （页面存档备份，存于）
- 人形町一丁目芳人町會 （页面存档备份，存于）
- 日本橋、八重洲、京橋：日本橋倶樂部連續演講（渡邊保氏）
- 人形町 - 古今、江戶日本橋 日本橋”町”物語
- 人形町界隈歷史與觀光導覽 （页面存档备份，存于）
- 御江戶電影放送局